# René Noël Rosse
Pour les articles homonymes, voir Rosse.
René Noël Rosse, né à Saint-Pierre-et-Miquelon le 2 avril 1767, et mort à Saint-Servan le 19 avril 1826, est un capitaine corsaire français.

## Biographie
Second enfant et premier fils de René Rosse (1736-1811), armateur de Louisbourg, en course sur Le Tapageur, et de Marie Vallée ou Valet (1739-1811), il est le puiné de Marie-Françoise (1765). Un an après sa naissance, naîtra Jeanne (1768), puis un second garçon, Gabriel (1773), et Pierre l'année suivante (1774-1860), un autre garçon, François Marie (12 avril 1779-1848) et enfin Marin Noël en (1781).
René Rosse est fait prisonnier par les Anglais et rentre de prison le 27 janvier 1780. Sa famille débarque à Saint-Servan par le brigantin La Jeannette commandé par le capitaine Le Blanc, le 6 novembre 1778. La famille perçoit des secours en sa qualité de réfugiés à raison de 12 sols par jour et 6 sols pour chaque enfant.
En 1780, René Noël Rosse part comme volontaire en course à bord du vaisseau corsaire L'Espérance, embarqué le 17 septembre 1780, il débarquera le 14 janvier 1781.
Il fait l'expérience d'un gros navire, à bord du navire Le Bougainville  de 300 tonneaux, en qualité d'enseigne, son père étant lieutenant et le capitaine René Morin
C'est en qualité de 2e maître qu'il va au petit cabotage le 19 novembre 1794 (29 brumaire an III) à bord des Deux Sœurs, et rentre le 6 mars 1796 (6 germinal an VI). Il repart l'année suivante et sera de retour le 15 juin 1797 (27 prairial an V).
Ayant charge d'âmes, en homme prudent, il teste le 27 juillet 1815, avant de reprendre la mer. Il habite à cette époque au Val en Saint-Servan.
Le 2 janvier 1817, Jean-Baptiste Huot, débitant de tabac à Saint-Servan, prend une assurance sur 9 000 francs de morue sèches chargées sur le bateau  Le Miquelonnais, appartenant à René Noël Rosse et Jacques Debon, ce dernier en étant le capitaine pour aller de Bayonne à Bordeaux. Jacques Debon avait souscrit une assurance sur corps, quille, agrès, apparaux et cargaison de son brick en prévision du désarmement de son navire à Bordeaux.
Le 16 avril 1817, maître Malapert, notaire à Saint-Servan, reçoit un mandat en blanc de Jacques Debon et René Noël Rosse, armateurs et copropriétaires des bricks Le Miquelonnais, l'Auguste et Les Deux Jeannettes, pour l'obtention de primes.
Le 15 mars 1824, il donne mandat à Agathe Désirée Huot, son épouse chez maître Malapert, notaire à Saint-Servan.
Il est enterré au cimetière de la Vigne au Chapt à Saint-Servan.

### Famille
En 1797, René Noël Rosse épouse en premières noces Marie Cormier (morte en 1797) qui lui donne un fils, René Rosse, mort la même année.
Le 5 juin 1798 (17 prairial an VI), à Saint-Servan, il épouse en secondes noces Jeanne Marie de Malvilain (née à Saint-Servan le 24 juin 1781, fille de Servan Demalvilain et Perrine Letourneur). Ils auront ensemble :
- René Rosse (1805-1852), qui épouse en 1834 Clémentine Cliquin ;
- Eugène Rosse (1810-1870), qui épouse en 1843 Marie Adolphine Rosse (née en 1823) ;
- Léon Rosse (né en 1811), qui épouse en 1843 Marie Gaubert.

Remarié en troisièmes noces avec Agathe Désirée Marie Huot (1799-1862), il aura avec elle les enfants suivant :
- Eugénie Rosse (né en 1821) ;
- Charles Rosse (1824-1871), qui épouse en 1850 Céleste Marie Verrier (née en 1830)[12].

## Navires
- L'Espérance, lougre allant en courses, sur lequel s'engage en tant que volontaire René Noël Rosse le 17 septembre 1780, de retour le 14 janvier 1781.
- Le Bougainville : navire construit à Saint-Malo en 1780 pour faire la course, capacité 300 tonneaux, armement 24 canons, percé pour 42, tirant d'eau chargé 15 pieds, non chargé 12 pieds, 2 ponts, 2 gaillards, propriétaire Benjamin Dubois, armé à Saint-Malo, et commandé par René Morin (26 ans), pour la course le père René Rosse est en 1781 à bord en qualité de Lieutenant et son fils René Noël, âgé de 14 ans comme enseigne. Le navire est rentré le 2 mars 1782 et désarmé[13].
- Les Deux Sœurs, brigantin, construit à Boston, en Nouvelle-Angleterre en 1784, de 60 tonneaux, tirant d'eau 7 pieds chargé et non chargé : 4 pieds, comportant 1 pont, armé de deux canons de Saint-Malo, et appartenant à Claude Martin armé à Saint-Malo[14]. Commandé par (an V) Dominique Martin. Désarmé le 6 vendémiaire an 5, il fut vendu au Croisic le 29 prairial an V. En l'an III, il appartient Cléricéle Martin et son capitaine Dominique Perret il sera désarmé à son retour de Bordeaux le 6 germinal an IV. Il a été fourni à Saint-Jean-de-Luz, à l'équipage 15 rations de viande et 15 livres de pain dont le capitaine tiendra compte. Idem les 2, 6, 12, 15, 18, 21, 24, 27, et 30 dudit mois, idem les 3, 6, 9 et 12 fructidor. René Rosse sur ce voyage est 2e maître. Pierre Rosse y est matelot[15]. Il faisait le petit cabotage de port en port. René Rosse, étant 2e maître, il a alors 29 ans, il est congédié le 15 juin 1797 (27 prairial an V) le Premier maître est Dominique Perrette de Port-Briac[16]. René Noël y avait effectué le 19 novembre 1794 un premier voyage qui le fait revenir à terre le 6 mars 1796 (6 germinal an IV).
- La Laure, goélette construite en Amérique, d'une capacité de 88 tonneaux, armée de 8 canons, percée pour 18 ; tirant d'eau chargé : 10 pieds 1/2, non chargé : 7 pieds ; 1 pont gaillard, propriétaires : Cannevs, Santerre, Martin, armé par les mêmes à Saint-Malo pour la course aux ennemis de l'État. Capitaine Toussaint Marc Jean Quimper de Saint-Malo, Jean Julien Hue 2e capitaine, René Rosse 2e Lieutenant. Départ de Saint-Malo le 23 juin 1797 (1 messidor an V) et rentré le 27 octobre 1797 (6 brumaire an VI)[17]. Ce navire sera muté en brick à Lorient. Rosse sera encore à bord de ce navire lors de la prise du navire américain Le Salomon et Betty, le 5 mars 1799 (15 ventôse an VII), le capitaine de ce navire : Hagena Barthelot, contestant son arrestation et la saisie de son navire près le tribunal[18]. En effet dans ses attendus le tribunal précise que la course de La Laure avait commencé sous le capitaine Gallais que celui-ci fut forcé pour cause de maladie d'abandonner le commandement à René Rosse reconnu pour second[19].

PriseLe Salomon et Betty,le 5 mars 1799 contenant entre autres choses : 115 caisses de sucre, du riz, 17 bocaux de sucre, 112 peaux de buffle, 1 paquet, 1 boîte, 1 baril dont le capitaine ne connaissait pas le contenu
- Le Général Pérignon : navire corsaire, construit et armé pour la course « contre les ennemies de l'Empire » en l'an XII (1804), à Saint-Malo. Capacité 160 tonneaux, tirant d'eau chargé 4 mètres 54 centimètres et non chargé 3 mètres 24 centimètres, équipé de 14 canons et d'un seul pont. Propriétaire sieur Thomas l'Ainé, armé à Saint-Malo, sous le commandement de Pierre Dupont pour faire la course aux ennemis de l'Empire. René Rosse monte à bord à Lorient en remplacement de Pierre Dupont malade, le 17 brumaire an XIII, de retour le 19 frimaire an XIV. Il fut désarmé pour la course le 30 septembre 1807[21].

3e course, armateur Augustin Thomas, capitaine René Rosse de mars à décembre ;
PrisesL’Élisabeth ; Le Montréal ; The Sally  ;  La Vengeance
- L'Incomparable, lougre corsaire construit à Saint-Malo en 1807, capacité : 90 tonneaux, 1 pont, gaillard, 8 canons de 6, tirant d'eau chargé 8,08 mètres, non chargé 2,76 mètres, propriétaire Fontan jeune Ngt[pas clair], commandant René Rosse (40 ans) pour aller faire la course, son second est François André Donjon, et son premier lieutenant Servan Malvilain. À bord Étienne Rosse, 17 ans, 2e chirurgien[23] Rosse commande ce navire de 1807 au 4 mars 1808

Prises
- - Le 30 juin 1807 de La Providence, navire de 70 tonneaux, 2 canons, 5 hommes, ancienne prise anglaise appelée Désirée, pris à 7 lieues NNE des Casquets après 12 coups de canon et une fusillade sans blessés. Il était chargé de briques, bois de sape pour le roi d'Angleterre, et allait de Londres à Guernesey. Le commandant de l'Incomparable  était Geffroy et l'armateur Marion Coste[24]
  - Le 15 juillet 1807 de Le Vestal, navire de 231 tonneaux, 12 hommes et un petit mulâtre, armé de 6 canons de 4. Venant de Jamaïque avec sucre, café, rhum, bois de campêche, et deux caisses de racines médicinales son capitaine Thomas Ewen copropriétaire[25]
- Le Séralu, brick corsaire, construit en 1808, à Saint-Malo, capacité 200 tonneaux, armement 4 canons et 8 caronades ; tirant d'eau chargé 3,24 mètres, non chargé 2,60 mètres, un pont gaillard, propriétaire Pierre Kermel, armé à Saint-Malo, commandant René Rosse domicilié à Saint-Servan. La majorité de l'équipage est composée pour l'état major de gens originaires de Miquelon[26]. 1re campagne octobre 1808 à mars 1809

2e campagne 13 septembre 1809 à 10 janvier 1810. Le Séralu sera pris par les Anglais lors de la deuxième campagne.
Prise lors de la 2e campagne 
- The Homely[27]
- Le Miquelonnais, brick. Construit en 1816 au port du Mont-Marin, jauge 134 tonneaux 31/94e, tirant d'eau chargé 3,50 mètres, et non chargé 2 mètres 43, deux ponts. Le 4 janvier 1816, engagement de passagers par les sieurs propriétaires et armateurs Jacques Debon, et René Noël Rosse, idem le 15[28]. Sous le commandement de Jacques Debon qui le fait assurer corps, quille, agrès, apparaux et cargaison le 9 avril 1816[29]pour aller à Saint-Pierre-et-Miquelon dans le voyage de 1817[30]. C'est le 7 mars 1817 qu'on engage l'équipage pour 1817. Pour la campagne de 1820, Jacques Debon, capitaine à bord fait avec son associé René Noël Rosse, négociants et armateurs, un engagement le 29 janvier 1820[31]. La campagne de 1821, fera l'objet d'un engagement d'équipage le 29 décembre 1820 par les deux associés[32]. La campagne de 1822 fera l'objet d'un engagement d'équipage le 7 janvier 1822[33]. Un nouvel engagement d'équipage a lieu le 14 avril 1823 par les deux associés[34]. Le 11 janvier 1825, René Rosse fait enregistrer l'engagement d'un équipage[35].

Il est procédé à l'engagement d'un nouvel équipage le 24 janvier 1824 par René Noël Rosse, armateur. En 1826, toujours en qualité d'armateur il engage un équipage le 7 janvier, enregistré également chez maître Malapert.
- La Miquelonaise, brick construit en 1816 à Brest, 74 67/94e tonneaux, propriétaire Mrs Hamel et Cie, armé à Saint-Malo par Louis Thomazeau sous le commandement de Claude P. Adam pour se rendre à Saint-Pierre-et-Miquelon, parti de Saint-Malo le 23 mars 1821[38]. Un voyage allant de Terre-Neuve à Bordeaux sera effectué du 18 mars 1824 au 30 septembre 1824. Un autre départ est enregistré le 27 août 1825 à destination de Bordeaux.

Propriétaires : Debon et Rosse, armé à Saint-Servan par eux, capitaine Pierre Etchetto (62 ans) de Saint-Jean-de-Luz et second, Jean-Pierre Malvilain (26 ans)
- Les Deux Jeannettes, brick goélette, engagement d'équipage par Jacques Debon et René Noël Rosse, armateurs à Saint-Servan, le capitaine étant Michel le Noble de Blainville[39]. Allant de Saint-Servan à Saint-Pierre-et-Miquelon, pour faire la pêche sur les bancs et retour, une assurance sur corps, quille, agrès, apparaux est prise pour ce brick goélette son capitaine étant Michelle Le Noble, de Blainville, le 22 avril 1816[40]

Un engagement d'équipage a lieu le 10 mars 1817 pour le compte de Jacques Debon et René Noël Rosse qui ont Jean Thomas Louis Hamelin
- L'Auguste, brick construit en 1786, 612 51/94e tonneaux, tirant d'eau en charge 2 mètres 92 et 1 mètre 62 non chargé, navire à un pont. Parti de Saint-Malo le 27 juillet 1815, arrivé à Nantes, le 25 octobre où la morue a été vendue et reparti à lest le 31 décembre 1815, entré à Saint-Malo le 5 janvier 1816[42]. Le 17 février 1816, il fait avec Jacques Debon un engagement d'équipage enregistré chez maître Malapert[43]. Le 9 avril 1816, le capitaine Rosse fait assurer corps, quille, agrès, apparaux et cargaison de ce navire allant du port de Solidor aux îles Saint-Pierre-et-Miquelon, faire la pêche sur les bancs et retour[44], retour le 9 novembre 1816, il a débarqué à Nantes[45]. L'engagement d'équipage est enregistré le 8 mars 1817, pour le compte de Rosse et Debon[46], l'embarquement se fait le 17 mars et le retour le 29 octobre. La campagne de 1818 se fera du 25 mars au 2 novembre, toujours pour Saint-Pierre-et-Miquelon et l'embarquement de l'année suivante le 10 mars 1819 avec débarquement à La Rochelle, le 1er octobre 1919.
- L'Eugène, brick que René Noël Rosse prend le 1er octobre 1819 à La Rochelle et arrive le 13 octobre 1819, à Saint-Malo, et pour lequel Jacques Debon et René Noël Rosse enregistre des engagements d'équipages que les archives ont conservés, le 29 janvier 1820, dont René Noël Rosse est le capitaine pour cette campagne à Terre-Neuve, départ le 7 mars et retour le 15 octobre, et les 29 décembre 1820 n°1825[47]. Pour la campagne de 1822, un nouvel engagement a lieu le 7 janvier 1822[48] Il repartira sur ce navire pour faire du commerce à Brest, le 1er avril 1823.

## Hommage
- La Ville de Saint-Malo a donné son nom à une rue de la cité corsaire.

### Sources primaires
- Archives notariales de maître Malapert de Saint-Servan[réf. incomplète]